# グレンビュークラブ
グレンビュークラブ (Glen View Club) は米国イリノイ州シカゴの北郊外にある会員制ゴルフコース。

## 歴史
1897年3月29日にシカゴのビジネスマンのグループにより、グレンビューゴルフアンドポロクラブとして創立、数年後には名称が短縮されてグレンビュークラブとなった。シカゴからの通勤電車線路の近くに立地し、クラブのために設けられた仮設停留所に "Golf" と書かれた看板が掲げられたことから、ここ一帯の地名も "Golf" と名付けられた。
1899年、グレンビュークラブは西部ゴルフ協会 (Western Golf Association) 設立時のクラブの一つとなり、同じ年のウェスタンオープン及びウェスタンアマチュアの二つのトーナメントの第1回大会開催ゴルフコースとなった。同協会設立時のクラブの中には、シカゴゴルフクラブ、スコーキーカントリークラブ、オンウェントシアクラブ、エバンストンゴルフクラブ等がある。

## ゴルフ
グレンビューのパー72ゴルフコースは、バックティーから6,948ヤード、コースレーティングは73.4、スロープレーティングは139である。
初期のコースレイアウトは、その後クラブ最初のヘッドプロとなるリチャード・レスリーがハーバート・J・トゥイーディーの助言を受けて設計されたと記録されている。
トム・ベンデロフは1910年にハザードスキームの変更を行ったと記録されている。ベンデロフはメディナカントリークラブ、スコーキーカントリークラブ、イーストレークゴルフクラブ、ビバリーカントリークラブ、オリンピアフィールズカントリークラブのコース設計でよく知られている。
1913年には多作な設計者として知られるハリー・コルトとドナルド・ロスの二人がコース改修に取り掛かった。ハリー・コルトは "H.S." あるいはよりフォーマルにはヘンリー・シャップランドと呼ばれ、世界中（主に英国）で300以上のコース設計実績があった。米国ではしばしばベストコースにランクされるパインバレーゴルフクラブをジョージ・アーサー・クランプとともに設計したことで著名だった。
ドナルド・ロスはパインハーストNo.2、アロンミンクゴルフクラブ、イーストレークゴルフクラブ、インバネスクラブ、オークランドヒルズの設計で有名だった。
1922年、一部のホールがウィリアム・S・フリンにより再設計された。フリンはシネコックヒルズゴルフクラブの設計で有名だった。
こうして現在のコースは上述の各設計家の要素が盛り込まれたものとなっている。
グレンビューは世界ゴルフ殿堂メンバーでありエバンズ奨学金プログラムで有名なアマチュアゴルファー、チック・エバンズ (1890-1979) のホームクラブだった。エバンズは1916年の全米アマと全米オープンに優勝し、1920年の全米アマで2位となっている。
1899年初開催のウェスタンオープンおよびウェスタンアマチュア、1902年の全米アマチュア選手権、1904年の全米オープンなどのメジャー大会を開催している。毎年恒例のメンバーによる大会は、「ロイヤルアンドエンシェント」と呼ばれるメンバーだけのトーナメントと、「TwaDay」と呼ばれるメンバーゲストの大会がある。

## クラブハウス
元のクラブハウスはダニエル・バーナムの助言でホラバードアンドロシェ（Holabird & Roche、現在のホラバードアンドルート）社が設計した。このクラブハウスは1898年に完成したが1920年5月に火事で焼失してしまった。新しいクラブハウスは同じくホラバードアンドロシェに依頼して同じ場所に再建され、こちらは現存している。

## 他のアクティビティー
クラブにはパドルテニス、テニス、スキート / トラップ射撃、水泳の施設も備えられている。